# Asterix e il paiolo
Asterix e il paiolo (Astérix et le Chaudron) è la tredicesima storia a fumetti della serie Asterix, creata dal duo francese René Goscinny (sceneggiatura) e Albert Uderzo (disegni). La sua prima pubblicazione in volume in lingua originale risale al 1969.

## Trama
L'intera vicenda ruota intorno alle scarsissime capacità di Asterix e Obelix di destreggiarsi nel commercio.
Moralelastix, capo di un villaggio gallico costiero, giunge in visita nel villaggio di Asterix. Accolto secondo protocollo, chiede ai compatrioti di poter lasciare loro in affidamento un paiolo pieno di sesterzi, per sottrarlo alle ispezioni fiscali dei Romani. Abraracourcix, pur nutrendo dei dubbi sul suo "collega", essendo questi notoriamente avaro e propenso a fare affari con gli invasori, accetta e affida il prezioso recipiente ad Asterix. Tuttavia, la mattina seguente alla partenza di Moralelastix e del suo seguito, si scopre che il denaro è stato nottetempo rubato; Asterix, colpevole di essere venuto meno al suo dovere, viene a malincuore bandito dal villaggio finché non riuscirà a riparare al danno, e parte perciò con il paiolo ormai vuoto e la sola compagnia del fedele Obelix e del cagnolino Idefix.
Dopo vari maldestri tentativi di guadagnare nuovamente il denaro perduto, che includono un fallimentare commercio di cinghiali, un lavoro come attori in una scalcinata compagnia teatrale e una rapina in banca, i Galli si rendono conto di non essere in grado di racimolare sesterzi. Asterix, allora, decide di andare personalmente da Moralelastix per assumersi l'intera responsabilità dell'accaduto e salvare così l'onore del villaggio, per poi continuare la vita in esilio. Nei pressi della meta, lui e Obelix si imbattono però in un esattore romano che viaggia con i proventi delle tasse estorte: dopo una breve lotta i due si impossessano del malloppo, riuscendo così finalmente a riempire il paiolo.
Proprio quei soldi, odoranti di cipolla, svelano però ad Asterix la verità: si tratta dello stesso denaro che gli era stato affidato, rubato dallo stesso Moralelastix e da questi usato per pagare le tasse, facendo così bella figura con i Romani; il capo si era così assicurato di rientrarne poi in possesso, sapendo che Asterix avrebbe fatto l'impossibile per portargli il paiolo nuovamente pieno. Il piccolo guerriero si precipita perciò da Moralelastix, smascherandolo. Nella zuffa che segue il paiolo precipita da una scogliera andando perduto (in realtà finisce sulla nave dei poveri pirati che ogni volta vengono picchiati dai Galli), per la disperazione dell'avaro capo gallico. Salvato così il proprio onore, Asterix può fare felice ritorno al villaggio e festeggiare la conclusione dell'avventura con il consueto banchetto sotto le stelle.

## Personaggi principali
I personaggi presenti nella storia più rilevanti ai fini della trama sono:
- Asterix: responsabile della mancata custodia del paiolo, viene bandito dal villaggio. Tenta in ogni modo di riguadagnare il denaro perduto, ma per una volta la sua consueta astuzia non gli viene in aiuto essendo totalmente ignorante in fatto di soldi e commercio. Tuttavia, alla fine riesce a capire l'inganno in cui era caduto e a salvare il proprio onore
- Obelix: lealmente segue Asterix, rifiutando di lasciarlo da solo, "senza i consigli di Idefix e suoi". Sfortunatamente le sue conoscenze in fatto di denaro sono ancora più scarse di quelle dell'amico, tanto che per tutto l'episodio non riesce a capire come qualcuno possa preferire un paiolo pieno di soldi a uno pieno di zuppa di cipolle
- Moralelastix (Moralélastix)[4]: capo di un villaggio gallico soggetto a Roma, intrattiene buoni rapporti commerciali con gli invasori, sebbene dichiari di far pagare loro "il doppio di quanto chiederebbe ai Galli", per poi aggiungere però che non fa affari con questi ultimi, "dato che i Romani gli comprano tutta la merce". Dotato di scarsi scrupoli morali (il suo nome originale, Moralélastix, è un gioco di parole su morale élastique, ovvero "morale elastica"), è il principale antagonista della storia

## Riferimenti storici

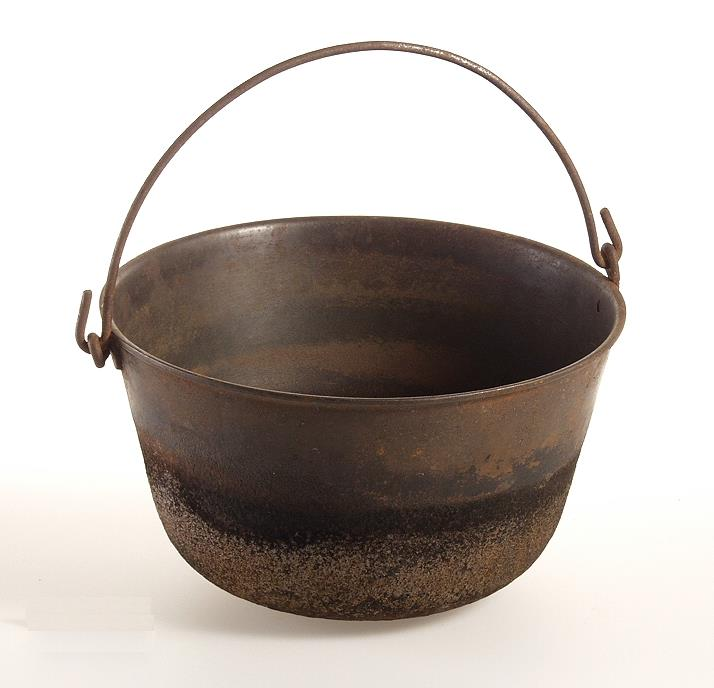
Un paiolo, simile a quello al centro della vicenda

Gli attori teatrali incontrati da Asterix e Obelix (tav. 25) si chiamano Eleonoradus e Juleraimus, in riferimento a Eleonora Duse e Jules Raimu. Quest'ultimo era inoltre già apparso altre volte nella serie: in Asterix e il falcetto d'oro, in cui era parodiato nel personaggio di un proprietario di ristorante, e in Asterix e il giro di Gallia ripreso nel personaggio del marsigliese Labelledecadix (omaggio al film Marius interpretato dallo stesso attore). Fra gli spettatori, i due personaggi ai lati del prefetto romano hanno le fattezze degli stessi autori, Goscinny e Uderzo; l'esattore romano (tav. 39) assomiglia a Valéry Giscard d'Estaing, all'epoca ministro francese delle Finanze. Nella tav. 13, mentre sono alla disperata ricerca di un modo per racimolare soldi, Obelix suggerisce all'amico di farsi pagare per raccontare le loro storie, che lui vorrebbe intitolare "Le avventure di Obelix il gallico". Asterix la giudica però una pessima idea. Infine, questo è l'unico albo di tutta la serie in cui i Pirati possono godere di una conclusione felice e non solo non vengono affondati come di consueto ma si vedono piovere in testa il paiolo pieno di soldi di Moralelastix.

## Storia editoriale
In Francia la storia fu serializzata inizialmente all'interno della rivista Pilote, in cui apparve a puntate dal numero 469 (31 ottobre 1968) al 491 (3 aprile 1969); in seguito è stata pubblicata in albo cartonato nel 1969 dall'editore Dargaud. Attualmente l'albo viene ristampato dalla casa editrice Hachette Livre, che nel dicembre 2008 acquisì da Uderzo e da Anna Goscinny (figlia dello scomparso René) tutti i diritti sulle pubblicazioni di Asterix.

### Italia
In Italia l'albo è edito, come gli altri della serie, da Mondadori; la prima edizione italiana risale al luglio 1970 per la traduzione di Luciana Marconcini. La Mondadori ha ristampato l'albo più volte nel corso degli anni; l'ultima edizione, condotta su quella francese di Hachette Livre, è della fine del 2011 e rispetto alle precedenti presenta, pur mantenendo invariata la traduzione, una copertina diversa, un nuovo lettering e una colorazione rinnovata; è inoltre caratterizzata dall'avere la sagoma di Asterix stampata in rosso sulla costa.
La storia è stata inoltre pubblicata a puntate anche all'interno della rivista Il Giornalino (Edizioni San Paolo), nella quale fece la sua prima apparizione nel 1980 venendovi poi ristampata periodicamente; nel 1998 è stata anche pubblicata in albo come supplemento speciale della rivista. Tali edizioni sono basate su quella Mondadori e presentano la stessa traduzione di Luciana Marconcini. Inoltre, la storia è stata pubblicata all'interno della rivista Star Comix, della quasi omonima casa editrice Star Comics, in cui apparve a puntate dal numero 7 (ottobre 1992) al numero 9 (dicembre 1992) (che fu anche l'ultimo numero della rivista, chiusa per lo scarso successo di vendite). Questa edizione presenta una traduzione diversa rispetto a quella Mondadori. Inoltre, dal momento che tale rivista era stampata in formato orizzontale (lo stesso di Lupo Alberto), la storia vi fu inusualmente pubblicata suddividendo in due ciascuna tavola, e stampandone una metà per pagina.

## In altre lingue
Il titolo originale dell'albo, Astérix et le chaudron, è stato tradotto come segue in alcune delle principali lingue in cui il fumetto è edito; vengono inoltre indicate la casa editrice e l'anno di prima pubblicazione:
- catalano:  Astèrix i el calderó - Salvat editores,  Spagna (prima edizione Editorial Bruguera, 1970)
- coreano: 아스테릭스, 솥단지를 채워라 - Asteriks, sotdanji-rül chaewora - Moonhak-kwa-Jisung-Sa,  Corea del Sud, 2004
- danese: Asterix på skattejagt! - Egmont Serieforlaget A/S,  Danimarca, 1974
- finlandese: Asterix ja rahapata - Egmont Kustanus Oy,  Finlandia, 1970
- inglese: Asterix and the Cauldron - Orion,  Regno Unito, 1976
- latino: Asterix atque olla Cypria - Egmont Ehapa Verlag,  Germania
- olandese: Asterix en de koperen ketel -  Hachette Livre,  Paesi Bassi (prima edizione  Dargaud, 1971)
- polacco: Asteriks i kociolek - Egmont Poland Ltd,  Polonia, 1993
- portoghese: Astérix e o Caldeirão - Edições ASA,  Portogallo, 1969
- spagnolo: Asterix y el caldero - Salvat editores,  Spagna, 1970
- svedese: Asterix och skatten - Egmont Kärnan AB,  Svezia, 1974
- tedesco: Asterix und der Kupferkessel -  Egmont Ehapa Verlag,  Germania, 1972